# Erich Amann
Pour les articles homonymes, voir Amann.
Erich Amann, né en 1950, est un coureur de fond autrichien spécialisé en course en montagne. Il a remporté deux fois la Coupe internationale de la montagne et est champion d'Autriche de course en montagne 1984.

## Biographie
Erich fait ses débuts en course à pied à l'âge de 30 ans. Il se révèle dans la discipline de course en montagne en 1984. Décrochant plusieurs podiums sur les épreuves de la Coupe internationale de la montagne (CIME), il crée la surprise en remportant sa première victoire le 24 juin à la course Montreux-Les-Rochers-de-Naye en devançant de plus de deux minutes Stéphane Gmünder et en battant largement le grand favori, l'Américain Pablo Vigil qui ne termine que quatrième. Le 26 août, il crée la sensation en battant le favori Helmut Stuhlpfarrer lors de la course de montagne du Kitzbüheler Horn qui accueille la première édition des championnats d'Autriche de course en montagne et décroche ainsi le titre. Il conclut la saison en terminant premier ex aequo du classement de la CIME avec le Suisse Stéphane Gmünder, ayant remporté sept des douze épreuves auxquelles il a participé,.
Il entame la saison 1985 comme favori et ne tarde pas à s'emparer de la tête du classement de la CIME, notamment grâce à sa victoire à la montée du Grand Ballon. Le 11 août, il prend un bon départ à Sierre-Zinal et se place dans le peloton de tête aux côtés de Fritz Häni et Beat Imhof, menant la majorité de la course. À deux kilomètres de la fin, l'Écossais Jack Maitland lance son attaque et double le trio pour s'emparer de la victoire. Erich décroche la troisième marche du podium derrière Fritz Häni. Une semaine plus tard, il s'élance en tant que favori à Neirivue-Moléson. Dictant le rythme, il mène la course du début à la fin, larguant ses adversaires. À deux kilomètres de la fin, il perd une de ses chaussures mais ne s'arrête pas. En fin de course, il voit revenir sur lui Beat Imhof. Parvenant à résister à son adversaire, il franchit la ligne d'arrivée en 55 min 59 s, établissant un nouveau record du parcours. Grâce à son excellente saison, il remporte le classement de la CIME pour quatre points devant Beat Imhof,.

## Palmarès
| no  | masculin           | Course                                 | Longueur | Départ           | Temps           |
| --- | ------------------ | -------------------------------------- | -------- | ---------------- | --------------- |
| 2e  | Médaille d'argent  | Course de montagne du Kitzbüheler Horn | 12,9 km  | 21 août 1983     | 1 h 3 min 16 s  |
| 1re | Médaille d'or      | Course Montreux-Les-Rochers-de-Naye    | 18,8 km  | 24 juin 1984     | 1 h 28 min 51 s |
| 1re | Médaille d'or      | Course de montagne du Danis            | 11,1 km  | 1er juillet 1984 | 42 min 56 s     |
| 1re | Médaille d'or      | Course de montagne du Kitzbüheler Horn | 12,9 km  | 26 août 1984     | 59 min 55 s     |
| 1re | Médaille d'or      | Die-Col de Rousset                     | 21,4 km  | 19 mai 1985      | 1 h 20 min 19 s |
| 1re | Médaille d'or      | Montée du Grand Ballon                 | 16 km    | 1985             | 1 h 10 min 18 s |
| 2e  | Médaille d'argent  | Course Montreux-Les-Rochers-de-Naye    | 18,8 km  | 30 juin 1985     | 1 h 30 min 28 s |
| 2e  | Médaille d'argent  | Course du Cervin                       | 12 km    | 14 juillet 1985  | 59 min 35 s     |
| 3e  | Médaille de bronze | Sierre-Zinal                           | 31 km    | 11 août 1985     | 2 h 37 min 3 s  |
| 1re | Médaille d'or      | Neirivue-Moléson                       | 12,2 km  | 18 août 1985     | 55 min 59 s     |

## Records
| Épreuve       | Performance     | Date       | Lieu         |
| ------------- | --------------- | ---------- | ------------ |
| 25 kilomètres | 1 h 19 min 45 s | Radolfzell | 5 avril 1986 |